# Meirav
Meirav (Hebreeuws: מירב) is een kibboets van de Regionale raad van Beit She'an vallei.